# Заборье (Барутская волость)
Заборье — деревня Новоржевском районе Псковской области. Входит в состав Барутской волости.
Расположена в 15 км к востоку от города Новоржев и в 1 км к юго-западу от деревни Барута.
Численность населения по состоянию на 2000 год составляет 32 жителя.